# 3291 Dunlap
3291 Dunlap eller 1982 VX3 är en asteroid i huvudbältet som upptäcktes den 14 november 1982 av de båda japanska astronomerna Hiroki Kōsai och Kiichirō Furukawa vid Kiso-observatoriet i Japan. Den har fått sitt namn efter den amerikanske astronomen Lawrence Dunlap.
Asteroiden har en diameter på ungefär 22 kilometer.